# Mega Piranha
Mega Piranha is een Amerikaanse film uit 2010 met Tiffany en Paul Logan van The Asylum.

## Verhaal
Gemuteerde en dodelijke piranha's weten te ontsnappen uit een onderzoekscentrum in de rivier de Orinoco in Venezuela. De moordende piranha's trekken naar Florida en verslinden alles wat op hun pad komt.

## Rolverdeling
| Acteur            | Personage            |
| ----------------- | -------------------- |
| Tiffany           | Sarah Monroe         |
| Paul Logan        | Jason Fitch          |
| David Labiosa     | Kolonel Antonio Diaz |
| Jude Gerard Prest | Dr. Higgins          |
| Jay Beyers        | Seaman Toby          |